# Großer Preis der USA Ost
Unter der Bezeichnung Großer Preis der USA Ost werden acht Formel-1-Rennen zusammengefasst. Von 1976 bis 1980 fanden fünf Rennen in Watkins Glen, New York statt, von 1982 bis 1985 wurden drei Rennen in Detroit, Michigan veranstaltet. Der Titel USA Ost wurde zur Einteilung der verschiedenen Grands Prix in den Vereinigten Staaten erst nachträglich vergeben.

## Geschichte

### Watkins Glen (1976–1980)

Streckengraphik von Watkins Glen

Die fünf Formel-1-Grands-Prix, die von 1976 bis 1980 auf dem Watkins Glen International bei Watkins Glen, New York stattfanden, werden in heutigen Statistiken als Großer Preis der USA Ost eingeordnet. Zur damaligen Zeit hießen die Rennen offiziell United States Grand Prix. Watkins Glen war bereits von 1961 bis 1975 Ausrichter des Großen Preises der USA.
Die Rennen auf der 5,435 km langen permanenten Rennstrecke fanden stets Anfang Oktober statt.

### Detroit (1982–1985)
Von 1982 bis 1988 fanden Formel-1-Rennen auf dem Detroit Street Circuit in Detroit, Michigan statt. Die Rennen hießen offiziell Detroit Grand Prix. Die ersten drei Rennen werden als Großer Preis der USA Ost, die anderen vier Grands Prix als Großer Preis der USA eingeordnet.
Die Rennen fanden auf einem 4,023 km langen Stadtkurs statt.

## Ergebnisse
| Auflage | Jahr | Strecke                       | Sieger                          | Zweiter                          | Dritter                       | Pole-Position                 | Schnellste Runde                |
| ------- | ---- | ----------------------------- | ------------------------------- | -------------------------------- | ----------------------------- | ----------------------------- | ------------------------------- |
| 1       | 1976 | Watkins Glen                  | James Hunt (McLaren-Ford)       | Jody Scheckter (Tyrrell-Ford)    | Niki Lauda (Ferrari)          | James Hunt (McLaren-Ford)     | James Hunt (McLaren-Ford)       |
| 2       | 1977 | Watkins Glen                  | James Hunt (McLaren-Ford)       | Mario Andretti (Lotus-Ford)      | Jody Scheckter (Wolf-Ford)    | James Hunt (McLaren-Ford)     | Ronnie Peterson (Tyrrell-Ford)  |
| 3       | 1978 | Watkins Glen                  | Carlos Reutemann (Ferrari)      | Alan Jones (Williams-Ford)       | Jody Scheckter (Wolf-Ford)    | Mario Andretti (Lotus-Ford)   | Jean-Pierre Jarier (Lotus-Ford) |
| 4       | 1979 | Watkins Glen                  | Gilles Villeneuve (Ferrari)     | René Arnoux (Renault)            | Didier Pironi (Tyrrell-Ford)  | Alan Jones (Williams-Ford)    | Nelson Piquet (Brabham-Ford)    |
| 5       | 1980 | Watkins Glen                  | Alan Jones (Williams-Ford)      | Carlos Reutemann (Williams-Ford) | Didier Pironi (Ligier-Ford)   | Bruno Giacomelli (Alfa Romeo) | Alan Jones (Williams-Ford)      |
|         | 1981 | kein Großer Preis der USA Ost | kein Großer Preis der USA Ost   | kein Großer Preis der USA Ost    | kein Großer Preis der USA Ost | kein Großer Preis der USA Ost | kein Großer Preis der USA Ost   |
|         |      |                               |                                 |                                  |                               |                               |                                 |
| 6       | 1982 | Detroit                       | John Watson (McLaren-Ford)      | Eddie Cheever (Ligier-Matra)     | Didier Pironi (Ferrari)       | Alain Prost (Renault)         | Alain Prost (Renault)           |
| 7       | 1983 | Detroit                       | Michele Alboreto (Tyrrell-Ford) | Keke Rosberg (Williams-Ford)     | John Watson (McLaren-Ford)    | René Arnoux (Ferrari)         | John Watson (McLaren-Ford)      |
| 8       | 1984 | Detroit                       | Nelson Piquet (Brabham-BMW)     | Elio de Angelis (Lotus-Renault)  | Teo Fabi (Brabham-BMW)        | Nelson Piquet (Brabham-BMW)   | Derek Warwick (Renault)         |
| 9       | 1985 | Detroit                       | Keke Rosberg (Williams-Honda)   | Stefan Johansson (Ferrari)       | Michele Alboreto (Ferrari)    | Ayrton Senna (Lotus-Renault)  | Ayrton Senna (Lotus-Renault)    |

| Legende   | Legende                                                                                              | Legende                                                     |
| Abkürzung | Klasse                                                                                               | Kommentar                                                   |
| --------- | --- | ----------------------------------------------------------- |
| F1        | Formel 1                                                                                             | Formel-1-Weltmeisterschaft ab 1950                          |
| F2        | Formel 2                                                                                             |                                                             |
| FL        | Formula libre                                                                                        | Fahrzeugklasse in der Regel vom Veranstalter ausgeschrieben |
| SW        | Sportwagen                                                                                           |                                                             |
| TW        | Tourenwagen                                                                                          |                                                             |
| GP        | Grand-Prix-Fahrzeuge                                                                                 |                                                             |
|           | ↓ Durchgehende graue Linien zeigen an, wann in der Geschichte auf einem neuen Kurs gefahren wurde. ↓ |                                                             |
|           | |                                                             |
|           | Einträge mit hellrotem Hintergrund waren keine Läufe zur Automobil- bzw. Formel-1-Weltmeisterschaft. |                                                             |
|           | Einträge mit gelbem Hintergrund waren Läufe zur Europameisterschaft.                                 |                                                             |